# Tour de Colombie 1972
Le Tour de Colombie 1972, qui se déroule du 19 avril au 1er mai 1972, est une épreuve cycliste remportée par le Colombien Miguel Samacá. Cette course est composée de treize étapes.

## Classement général final
| Classement général | Classement général            | Classement général | Classement général              | Classement général |
|                    | Coureur                       | Pays               | Équipe                          | Temps              |
| ------------------ | ----------------------------- | ------------------ | ------------------------------- | ------------------ |
| 1er                | Miguel Samacá                 | Colombie           | Singer-Cundinamarca             | en 37 h 5 min 10 s |
| 2e                 | Carlos Campaña (es)           | Colombie           | Telecom-Nariño                  | à 3 min 30 s       |
| 3e                 | Gonzalo Marín (es)            | Colombie           | Telecom-Nariño                  | à 6 min 2 s        |
| 4e                 | Rafael Antonio Niño           | Colombie           | Postobón-Cundinamarca           | à 7 min 35 s       |
| 5e                 | Juan de Dios Morales (es)     | Colombie           | Singer-Cundinamarca             | à 7 min 36 s       |
| 6e                 | Francisco Ignacio Triana (es) | Colombie           | Electrolux-Cundinamarca         | à 11 min 4 s       |
| 7e                 | Óscar González (es)           | Colombie           | Postobón-Cundinamarca           | à 13 min 3 s       |
| 8e                 | Alberto Duarte (d)            | Colombie           | Lux-Santander                   | à 13 min 9 s       |
| 9e                 | Abelardo Ríos                 | Colombie           | Polímeros Colombianos-Antioquia | à 14 min 27 s      |
| 10e                | Luis Tovar                    | Colombie           | Contraloría-Nariño              | à 15 min 7 s       |
| modifier           |                               |                    |                                 |                    |